# Thé orthodoxe
La méthode orthodoxe désigne un ensemble de procédés de récolte et de manufacture du thé. Elle consiste en la récolte, à la main ou, au Japon, de manière automatisée, du bourgeon et des deux premières feuilles des jeunes tiges du théier, suivie notamment d'un séchage et d'oxydation où la feuille peut être pliée de diverses manières mais jamais brisée.
Le nom vient du fait qu'il s'agisse de la méthode la plus ancienne de confection du thé. Elle s'oppose à la méthode CTC, où les feuilles sont broyées.